# Chōshi (Chiba)
Chōshi (銚子市 Chōshi-shi?) es una ciudad localizada en el extremo oriental de la prefectura de Chiba, Japón que se encuentra bañada por el océano Pacífico. Núcleo principal del área oriental de Chiba, esta localidad es conocida por su industria pesquera y por la fabricación de salsa de soya de la que surgieron marcas como Yamasa.

## Historia
La urbanización de la zona comenzó en el siglo XVII , cuando el shogunato desvió el curso del río Tone para que no desembocara directamente en la bahía de Tokio y proteger así la zona de Edo (Tokio) de las inundaciones. Tras ello, el antiguo curso inferior se convirtió en el río Edo. Esto conectó la zona fluvialmente con la capital, lo que trajo beneficios económicos a Chōshi. Poco a poco, la región fue poblada por numerosos pescadores del dominio de Kishū, conocedores de la técnica pesquera.

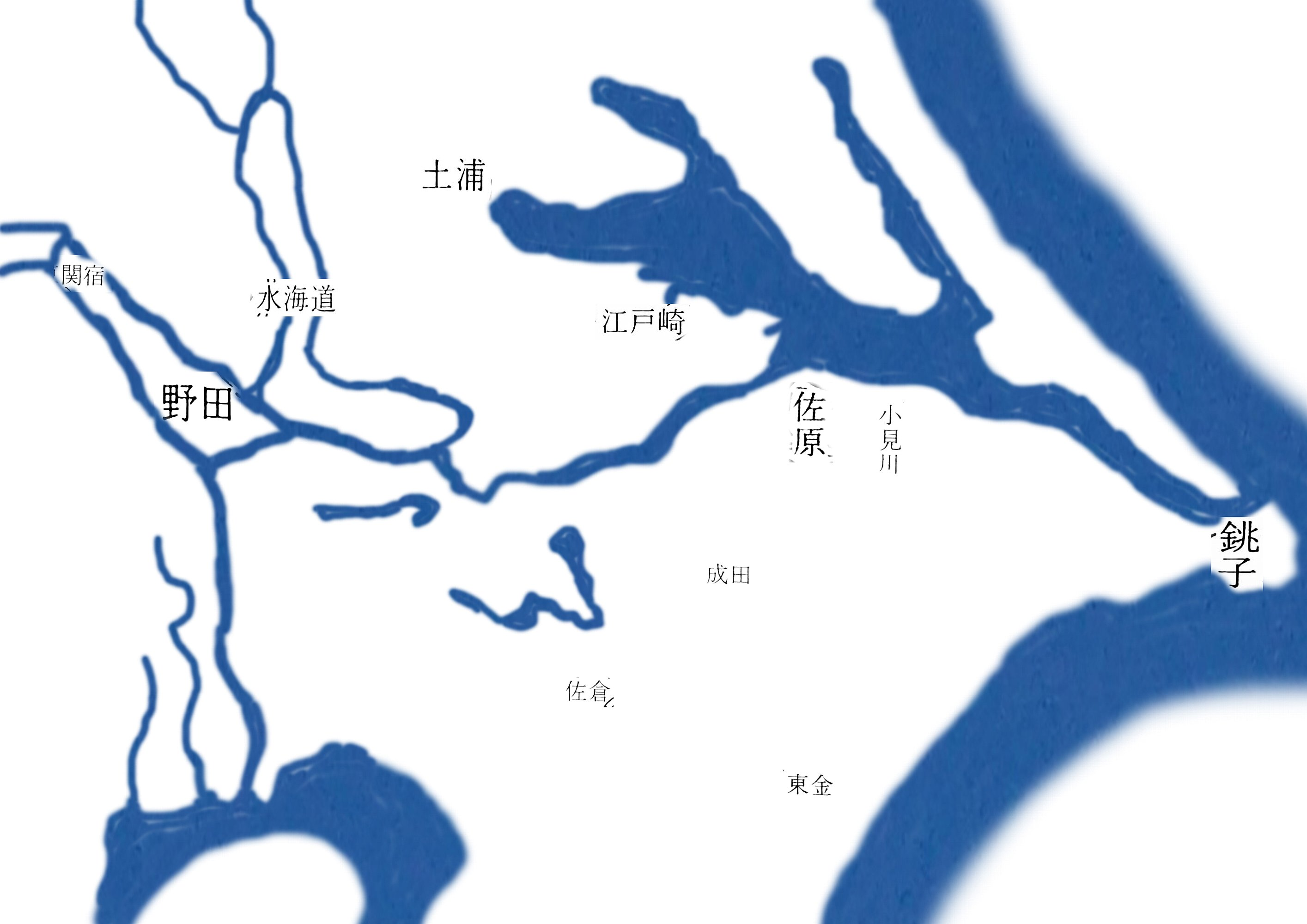

 En la primera mitad del siglo XVII, nacería también su industria de producción de salsa de soya y se fundaron empresas como Higeta y Yamasa. Durante el siglo XIX, Chōshi se convirtió en la localidad más poblada de la prefectura de Chiba.

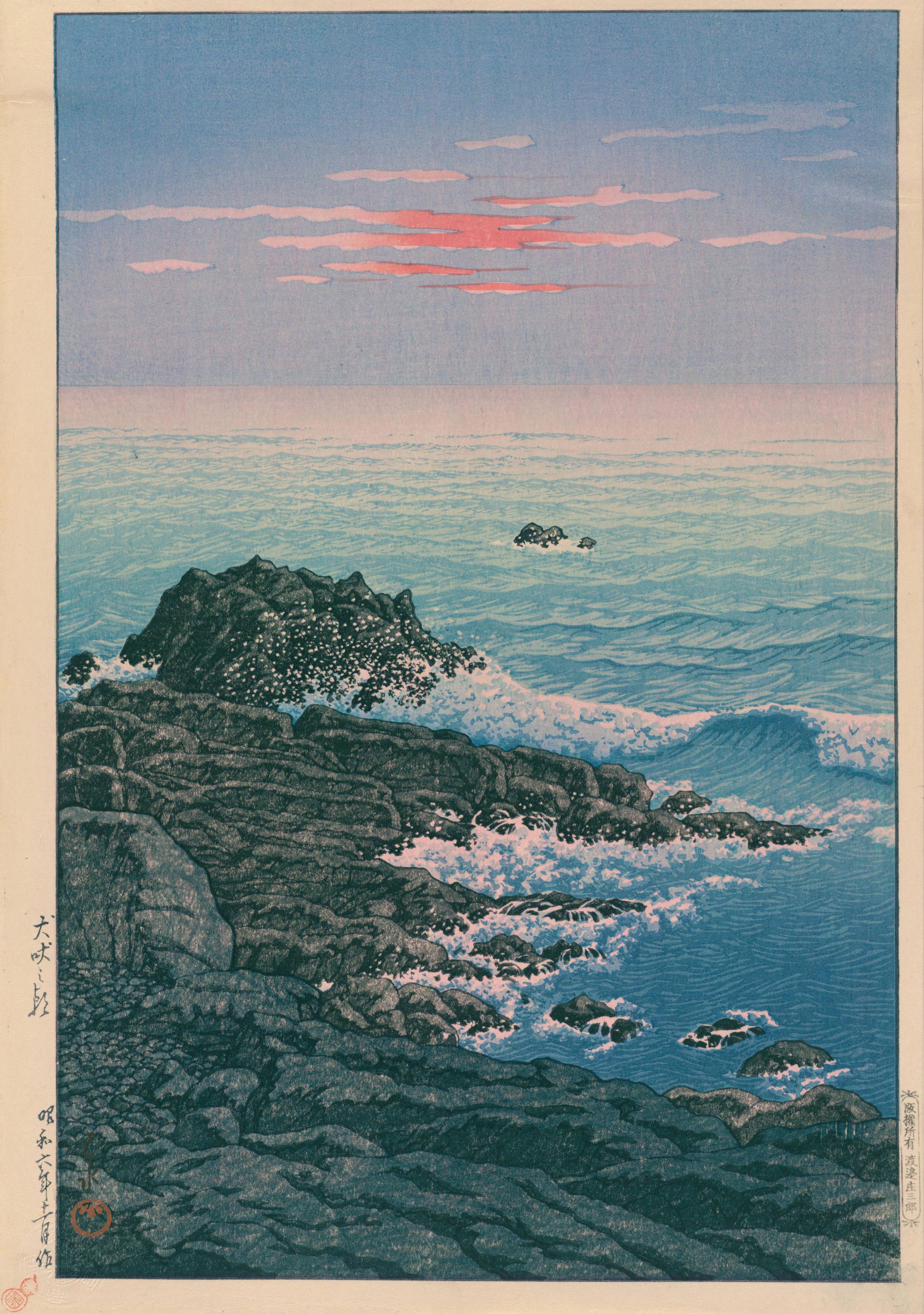
Pintura de Kawase Hasui. Choshi en el siglo XIX

La localidad fue elevada a la categoría de "ciudad" en 1933. Durante los años 30 y la Segunda Guerra Mundial, esta ciudad se vería inmersa de lleno en el conflicto, al albergar instalaciones de la aviación japonesa. En 1945, las campañas de bombardeos estadounidenses causarían una enorme devastación en la ciudad. En la posguerra hubo una gran recalificación de terrenos y se comenzó la reconstrucción de la ciudad y del entramado económico que existía antes de la guerra.

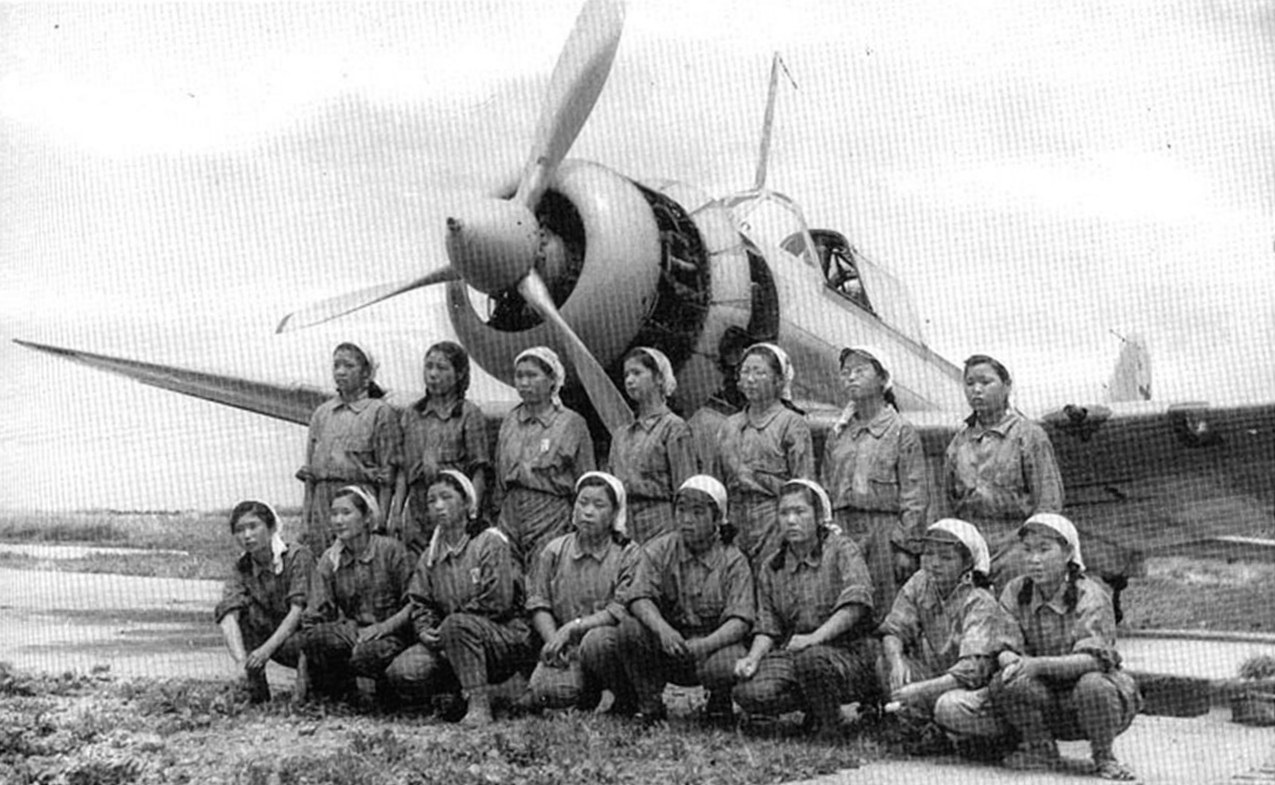
Cuerpo de voluntarias delante de un Tachikawa Ki-36

## Geografía

### Ubicación
Chōshi se encuentra en una pequeña península bañada por el océano Pacífico localizada en el punto más oriental de la prefectura de Chiba y, por extensión, del Área del Gran Tokio. El estuario del río Tone la separa al norte de la prefectura de Ibaraki y por el suroeste bordea con la llanura de Kujukuri. 
| Noroeste: Tōnoshō | Norte: Kamisu (Ibaraki) |                       |
| Oeste: Asahi      |                         | Este: Océano Pacífico |
|                   | Sur: Océano Pacífico    |                       |

### Orografía
La ciudad se encuentra en una zona de baja montaña repleta de pequeñas colinas y depresiones donde se cultiva el arroz. Mientras que los terrenos flanqueados por el río Tone se caracterizan por ser arenosos, la costa se caracteriza por ser accidentada, con numerosos cabos, acantilados y pequeñas bahías, entre los que destaca el cabo Inubō, situado en el extremo oriental de la península y los acantilados de Byōbugaura, que se extienden por la zona meridional. En cuanto a la hidrografía, además del río Tone, una decena de riachuelos de un máximo de 8 kilómetros de largo avanzan por el abrupto terreno de la localidad hasta desembocar en el mar o en el río Tone. 
|            |
| Cabo Inubō |

|                           |
| Acantilados de Byōbugaura |

|                       |
| Estuario del río Tone |

### Clima

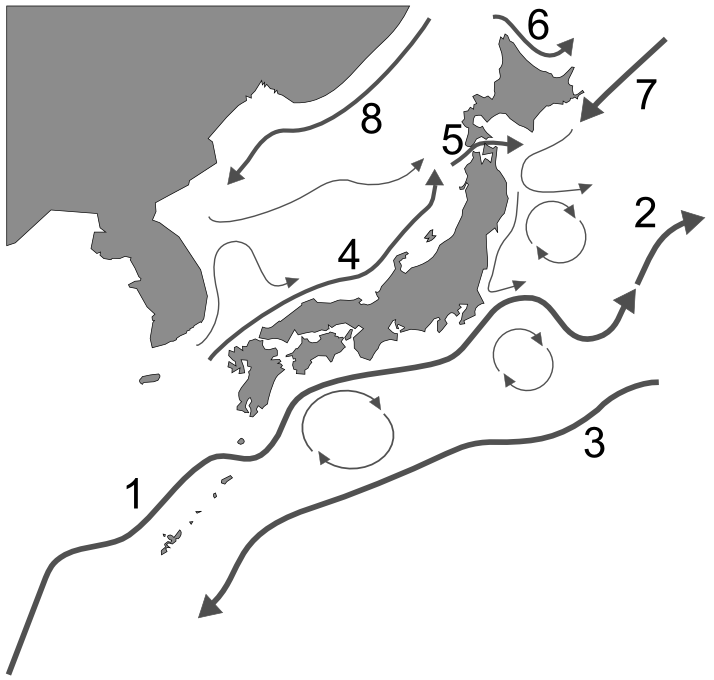
Corrientes marinas de Japón.1-Corriente de Kurioshio7-Corriente de Oyashio

De acuerdo con la clasificación climática de Köppen, Choshi tiene un clima subtropical húmedo (Köppen Cfa). 
La confluencia en su costa de las corrientes de Kuroshio y Oyashio supone un importante regulador del clima de la localidad. Durante todo el año, la variación entre las temperaturas diurnas y las nocturnas es pequeña. Su temperatura media anual es de 15 °C y la diferencia entre temperaturas máximas y mínimas es de alrededor de 6 °C. La humedad es bastante elevada en verano y muy baja en invierno. 

La precipitación media anual se sitúa en torno a los 1.700 mm., lo que cataloga a la zona como una de las más pluviosas de la prefectura de Chiba. En invierno las nevadas y las heladas escasean.
| Parámetros climáticos promedio de Chōshi                                                                | Parámetros climáticos promedio de Chōshi | Parámetros climáticos promedio de Chōshi | Parámetros climáticos promedio de Chōshi | Parámetros climáticos promedio de Chōshi | Parámetros climáticos promedio de Chōshi | Parámetros climáticos promedio de Chōshi | Parámetros climáticos promedio de Chōshi | Parámetros climáticos promedio de Chōshi | Parámetros climáticos promedio de Chōshi | Parámetros climáticos promedio de Chōshi | Parámetros climáticos promedio de Chōshi | Parámetros climáticos promedio de Chōshi | Parámetros climáticos promedio de Chōshi |
| Mes | Ene.                                     | Feb.                                     | Mar.                                     | Abr.                                     | May.                                     | Jun.                                     | Jul.                                     | Ago.                                     | Sep.                                     | Oct.                                     | Nov.                                     | Dic.                                     | Anual                                    |
| --- | ---------------------------------------- | ---------------------------------------- | ---------------------------------------- | ---------------------------------------- | ---------------------------------------- | ---------------------------------------- | ---------------------------------------- | ---------------------------------------- | ---------------------------------------- | ---------------------------------------- | ---------------------------------------- | ---------------------------------------- | ---------------------------------------- |
| Temp. máx. abs. (°C)                                                                                    | 23.6                                     | 24.0                                     | 23.3                                     | 25.9                                     | 29.5                                     | 32.0                                     | 34.8                                     | 35.3                                     | 33.7                                     | 30.6                                     | 25.4                                     | 23.4                                     | 35.3                                     |
| Temp. máx. media (°C)                                                                                   | 10.1                                     | 10.3                                     | 12.8                                     | 17.0                                     | 20.5                                     | 23.0                                     | 26.6                                     | 28.6                                     | 25.9                                     | 21.5                                     | 17.3                                     | 12.7                                     | 18.9                                     |
| Temp. media (°C)                                                                                        | 6.6                                      | 6.9                                      | 9.7                                      | 13.8                                     | 17.4                                     | 20.2                                     | 23.5                                     | 25.5                                     | 23.4                                     | 19.2                                     | 14.4                                     | 9.3                                      | 15.8                                     |
| Temp. mín. media (°C)                                                                                   | 2.9                                      | 3.3                                      | 6.4                                      | 10.7                                     | 14.8                                     | 17.9                                     | 21.2                                     | 23.3                                     | 21.3                                     | 16.8                                     | 11.1                                     | 5.7                                      | 13.0                                     |
| Temp. mín. abs. (°C)                                                                                    | -6.2                                     | -7.3                                     | -4.3                                     | -0.2                                     | 4.3                                      | 10.2                                     | 13.0                                     | 15.9                                     | 11.2                                     | 4.5                                      | -1.3                                     | -4.6                                     | -7.3                                     |
| Precipitación total (mm)                                                                                | 105.5                                    | 90.5                                     | 149.1                                    | 127.3                                    | 135.8                                    | 166.2                                    | 128.3                                    | 94.9                                     | 216.3                                    | 272.5                                    | 133.2                                    | 92.9                                     | 1712.4                                   |
| Nevadas (cm)                                                                                            | 0                                        | 0                                        | 0                                        | 0                                        | 0                                        | 0                                        | 0                                        | 0                                        | 0                                        | 0                                        | 0                                        | 0                                        | 0                                        |
| Días de precipitaciones (≥ 0.5 mm)                                                                      | 8.2                                      | 9.1                                      | 13.0                                     | 12.3                                     | 11.3                                     | 12.3                                     | 10.4                                     | 7.4                                      | 11.8                                     | 13.3                                     | 10.6                                     | 8.7                                      | 128.4                                    |
| Días de nevadas (≥ 1 mm)                                                                                | 4.5                                      | 6.0                                      | 1.7                                      | 0.0                                      | 0.0                                      | 0.0                                      | 0.0                                      | 0.0                                      | 0.0                                      | 0.0                                      | 0.0                                      | 0.9                                      | 13.1                                     |
| Horas de sol                                                                                            | 179.8                                    | 159.0                                    | 168.9                                    | 183.0                                    | 188.9                                    | 142.3                                    | 174.0                                    | 221.3                                    | 159.0                                    | 137.9                                    | 140.1                                    | 163.7                                    | 2017.8                                   |
| Humedad relativa (%)                                                                                    | 62                                       | 64                                       | 68                                       | 74                                       | 82                                       | 88                                       | 90                                       | 87                                       | 84                                       | 77                                       | 72                                       | 66                                       | 76                                       |
| Fuente: Agencia Meteorológica de Japón (Valores promedio：1991-2020、valores extremos：1887-Actualidad) |                                          |                                          |                                          |                                          |                                          |                                          |                                          |                                          |                                          |                                          |                                          |                                          |                                          |

## Geografía humana

### Demografía
En 2024, Choshi sumaba 54 570 personas. Aunque en declive poblacional, la ciudad mantiene su estatus de núcleo urbano importante en la zona. Cada día se desplazan a ella miles de personas desde las localidades aledañas por motivos de estudio o trabajo. Hasta los años 50 no dejaron de crecer sus habitantes hasta que esa cifra se estancó y empezó a disminuir paulatinamente. Una de las razones es el traslado de personas con estudios superiores a las grandes ciudades en busca de oportunidades de empleo.

#### Población extranjera
En 2023, la población extranjera de Choshi era de 2467 personas. Esta localidad promueve el empadronamiento de población extranjera para sostener el tejido productivo. Para ello ha establecido organismos que promueven la inmigración y participa en iniciativas de working holiday en las que personas extranjeras se trasladan allí para financiar sus vacaciones en la zona mientras trabajan para las empresas locales.
| País         | Hombres | Mujeres | Total |
| ------------ | ------- | ------- | ----- |
| China        | 326     | 261     | 587   |
| Filipinas    | 191     | 179     | 370   |
| Tailandia    | 123     | 233     | 356   |
| Indonesia    | 163     | 13      | 176   |
| Coreanos     | 70      | 67      | 137   |
| Vietnam      | 327     | 249     | 576   |
| Sri Lanka    | 12      | 7       | 19    |
| Brasil       | 1       | 2       | 3     |
| Camboya      | 55      | 40      | 95    |
| Otros países | 101     | 47      | 148   |
| Total        | 1369    | 1098    | 2467  |

## Economía
La ubicación geográfica de Chōshi juega un papel destacable en su desarrollo económico. La abundancia de tierras agrícolas y los recursos pesqueros que goza causa que el sector primario haya sido a lo largo de las décadas el núcleo dinamizador de la actividad económica de la ciudad. Por otra parte, ligada al potente sector primario de la localidad, la industria se enfoca al procesamiento de pescado y a la producción de salsa de soya. Además, aprovechando las corrientes marinas del Pacífico y los vientos costeros, en las últimas décadas se han venido instalado y proyectando aerogeneradores terrestres y marinos con el objetivo de producir energía renovable.Por último, en el sector servicios destaca la actividad comercial desarrollada en torno a sus tres lonjas de pescado, especializada cada una en productos distintos, y también supone un porcentaje importante de la actividad económica el sector turístico debido a la naturaleza y la línea de trenes Chōshi Dentetsu.

### Sector primario

#### Pesca
La pesca supone el motor económico de Chōshi. Su ubicación geográfica en una península de la costa del Pacífico en la que se juntan dos corrientes marinas hace que el área marítima que se extiende enfrente de la localidad suponga uno de los tres caladeros más productivos de Japón. Se practica tanto la pesca de altura como la de bajura. Las capturas se contabilizan anualmente en 237 028 toneladas de pescado con las que se obtuvieron unos ingresos de 22 848 millones de yenes (143 millones de dólares) en 2020. Se comercializan más de 200 especies marítimas distintas, entre las que destacan la sardina iwashi (18 8105 t), el verdel (3633 t), el jurel (5777 t), el bonito (1824t) y el atún blanco (1419t).

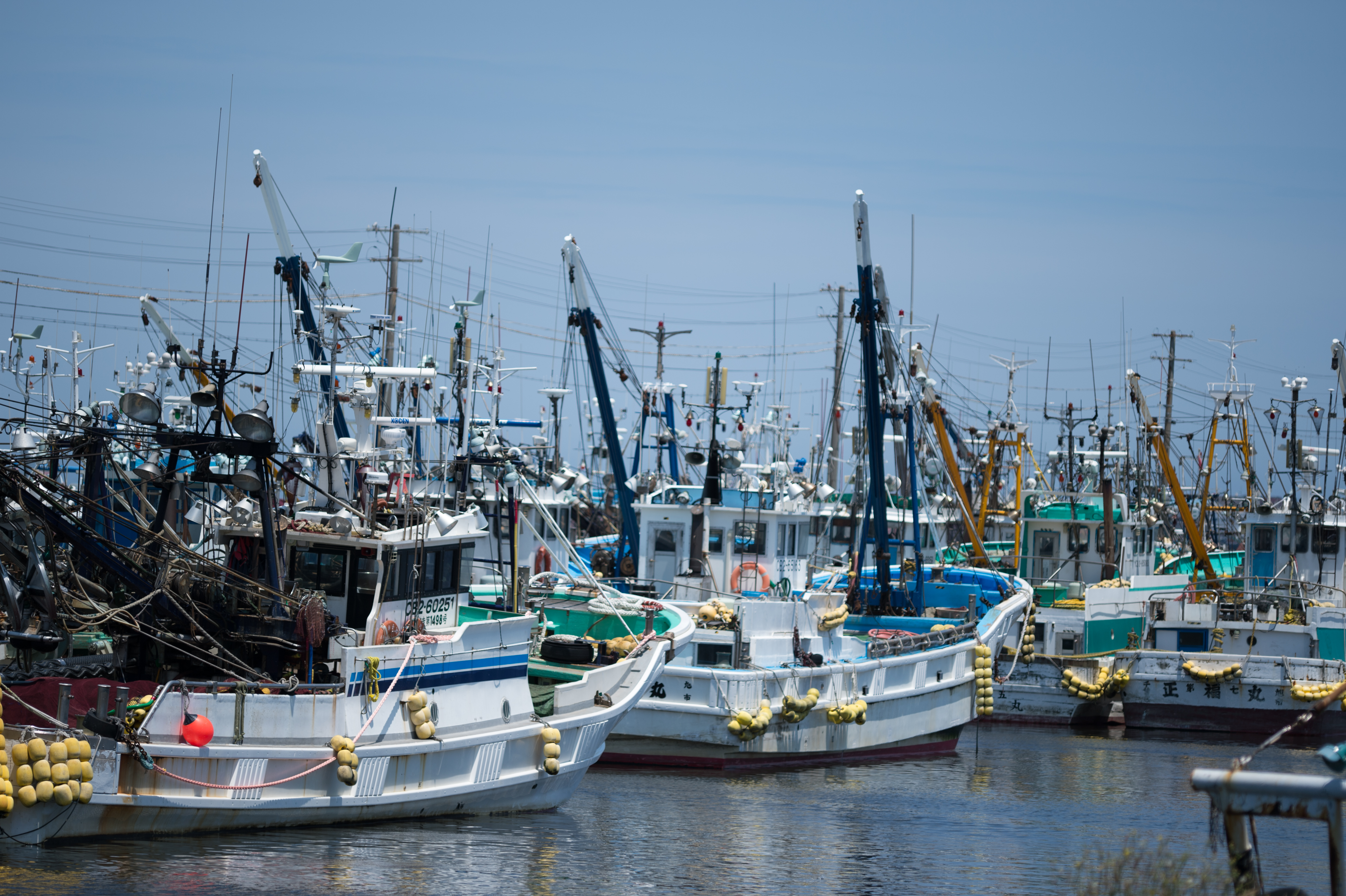
Barcos pesqueros en puerto
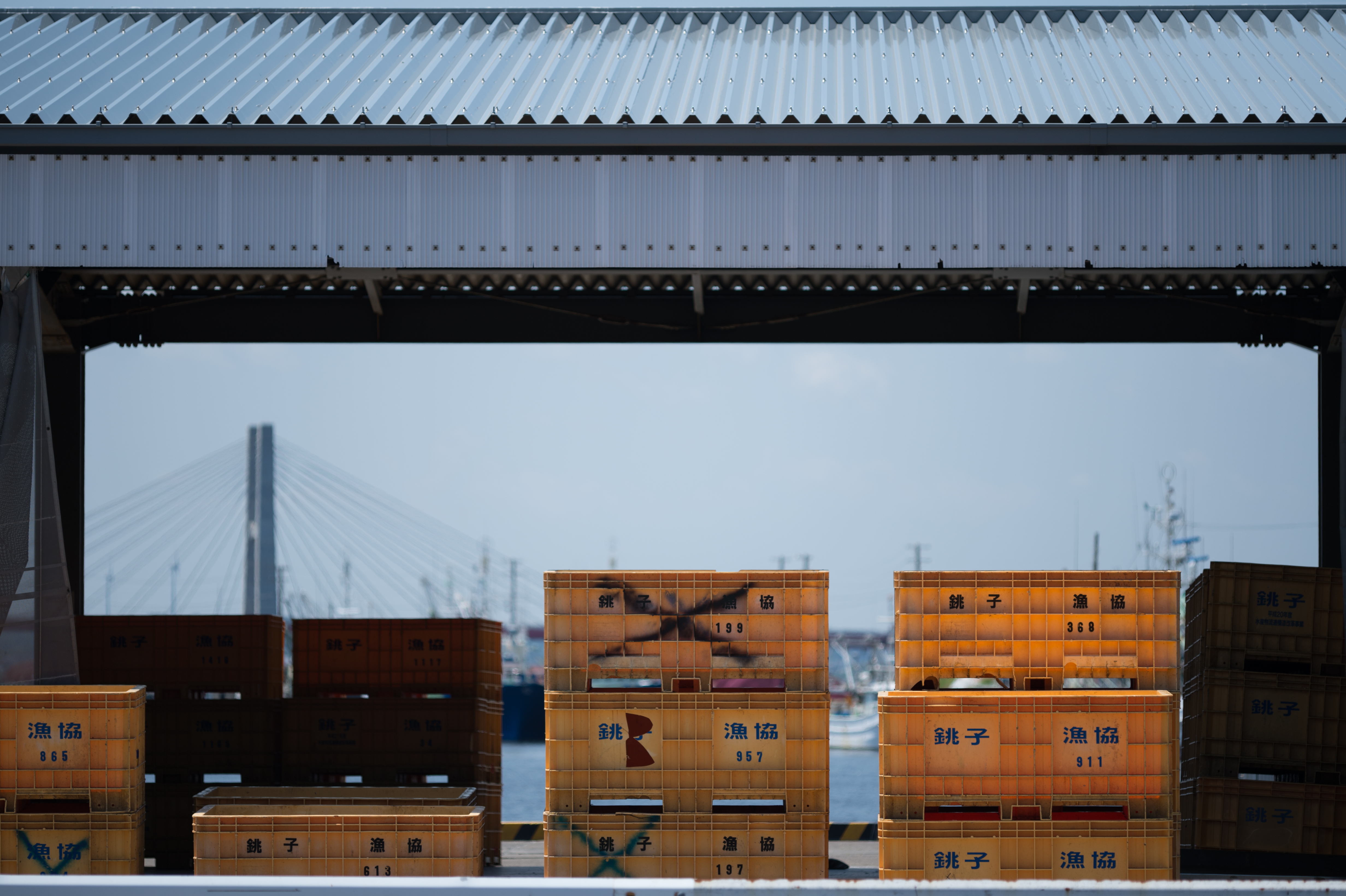
Productos pesqueros en cajas
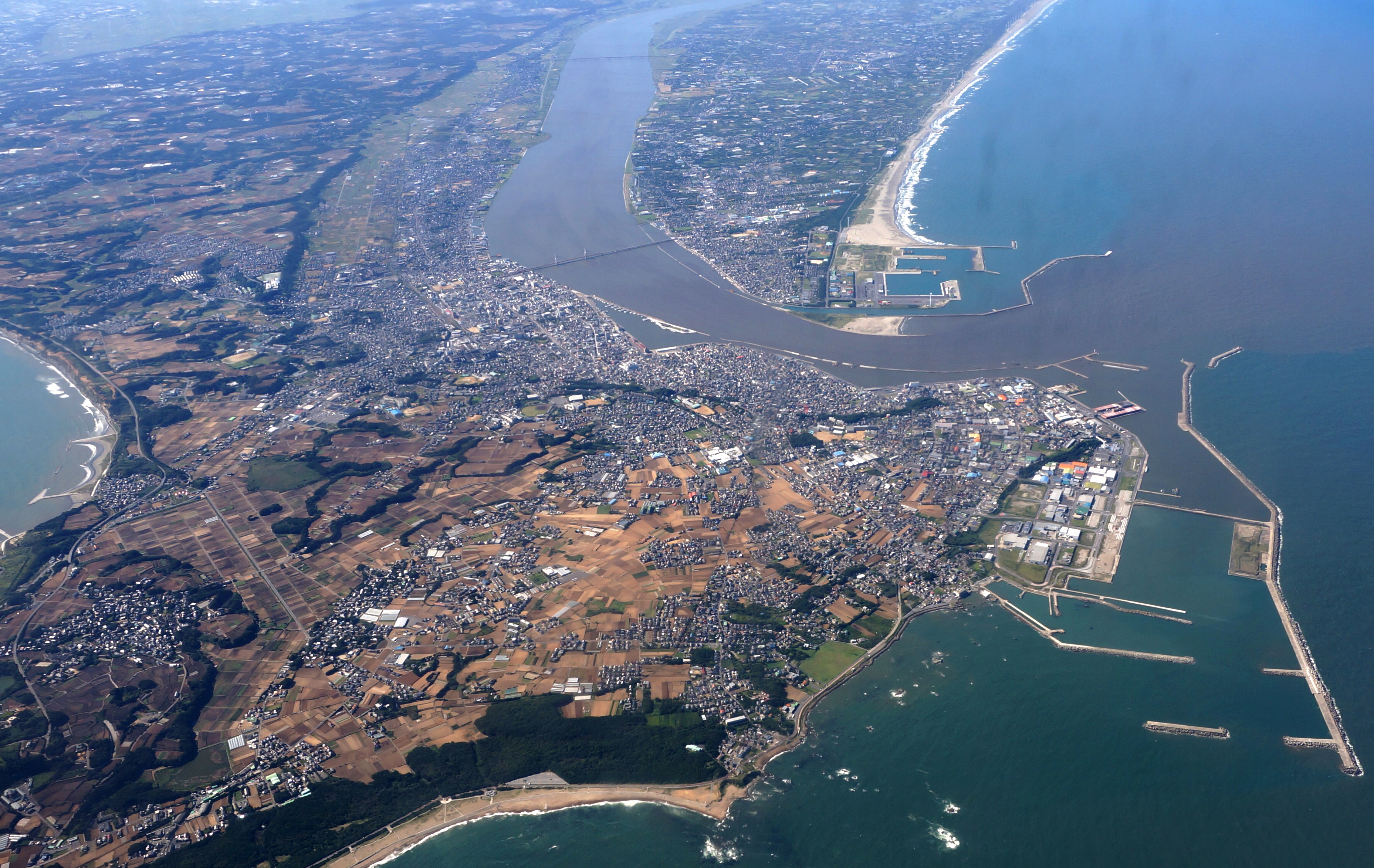
Vista aérea del puerto de Chōshi

#### Agricultura
La agricultura constituye también un sector importante de la economía local. Cerca del cabo Inubō, se extienden números cultivos de hortalizas y de verduras, como la col o el daikon. El arroz se planta en bancales repartidos por la geografía de la localidad.

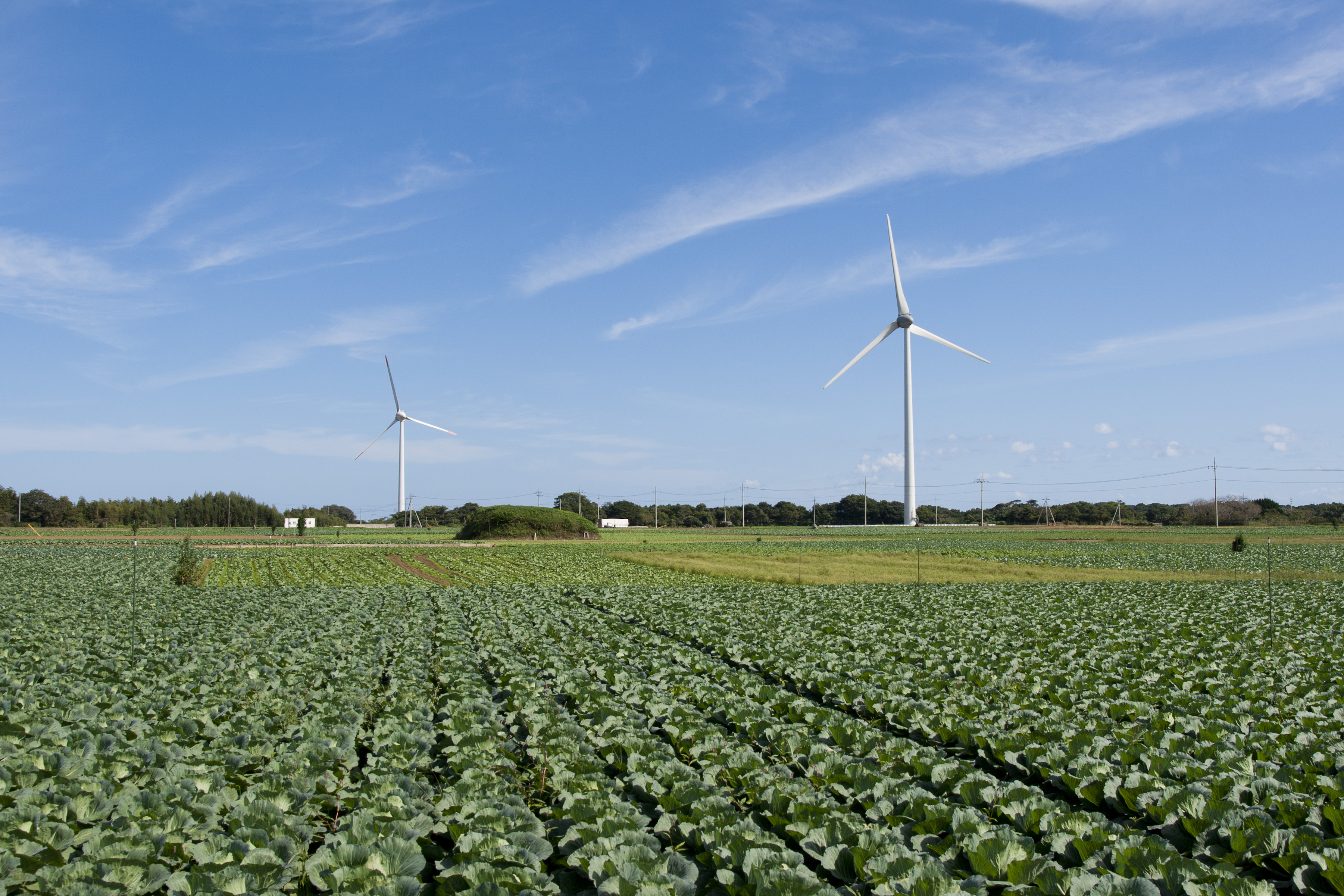
Campos de coles y aerogeneradores

## Transporte

### Red vial

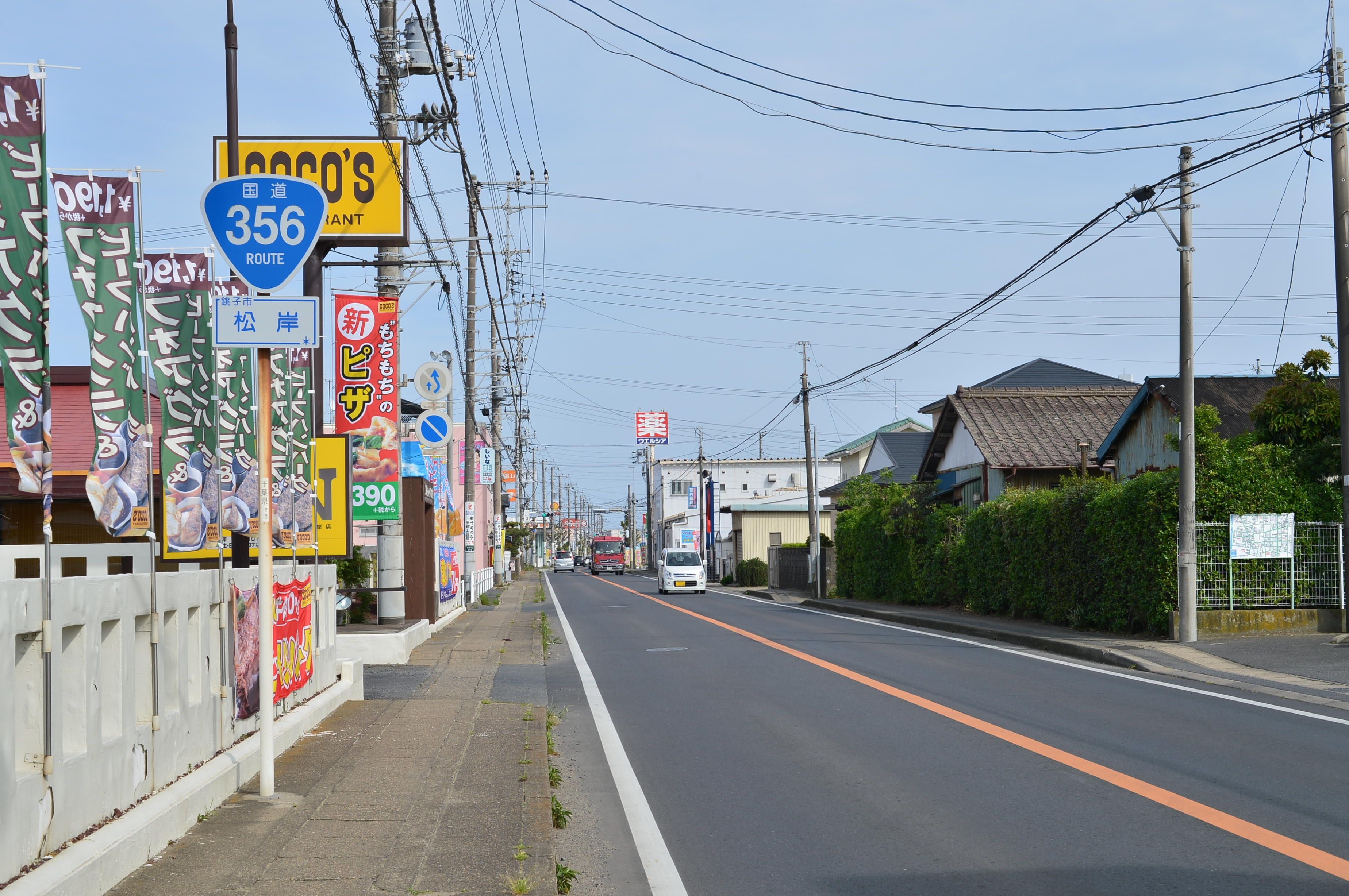
Ruta 356 a su paso por la ciudad

Esta localidad está conectada a la red de carreteras de Japón mediante tres rutas nacional y la atraviesan varias rutas prefecturales.
| Tipo          | Identificador    | Denominación      | Itinerario                 |
| ------------- | ---------------- | ----------------- | -------------------------- |
| Ruta nacional | Ruta nacional124 | Ruta Nacional 124 | Chōshi - Mito              |
| Ruta nacional | Ruta nacional126 | Ruta Nacional 126 | Chōshi - Tōgane - Inage-ku |
| Ruta nacional | Ruta nacional356 | Ruta Nacional 356 | Chōshi - Abiko             |

### Red ferroviaria
La estación de Chōshi supone la vía de acceso ferroviario a la localidad. A través de ella, la ciudad está conectada Chiba y Tokio por la línea principal Sobu de JR East y con Narita y Chiba gracias a la línea Narita de la misma empresa. Asimismo, conecta los puntos más importantes de la ciudad con la línea Chōshi, que, además de prestar servicio de cercanías, es un elemento turístico importante en la ciudad.

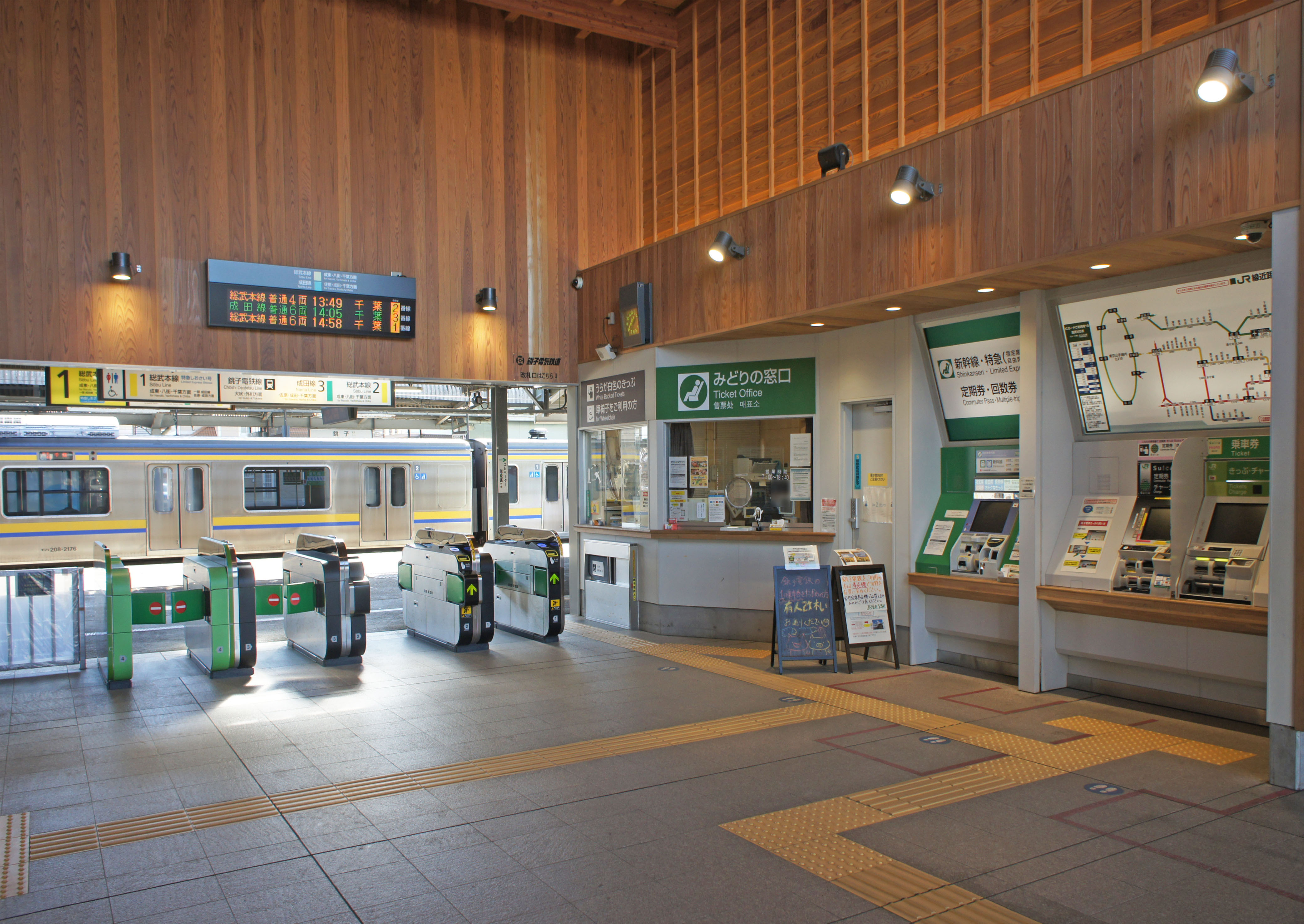
Interior de la estación de Chōshi
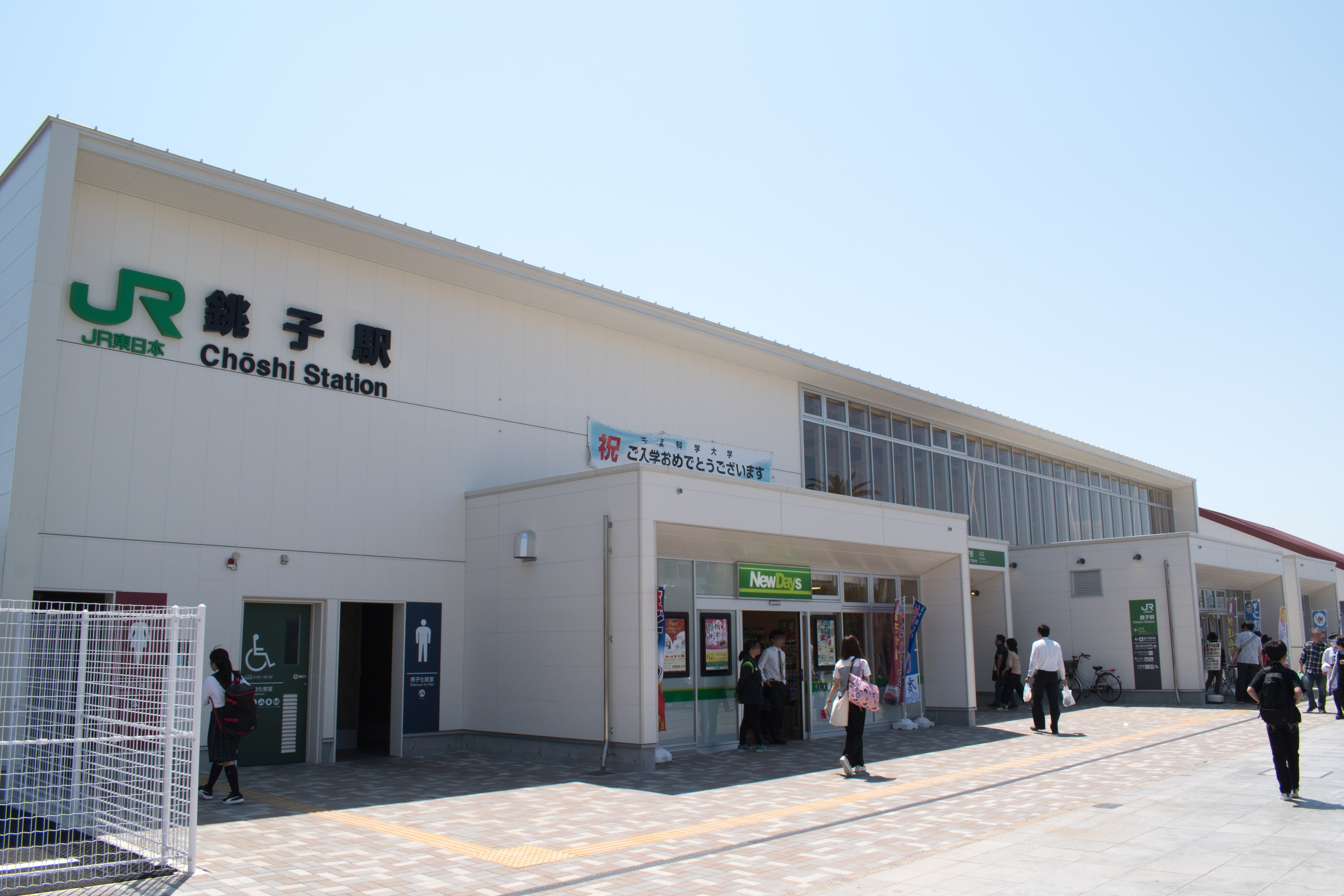
Estación de Chōshi por fuera
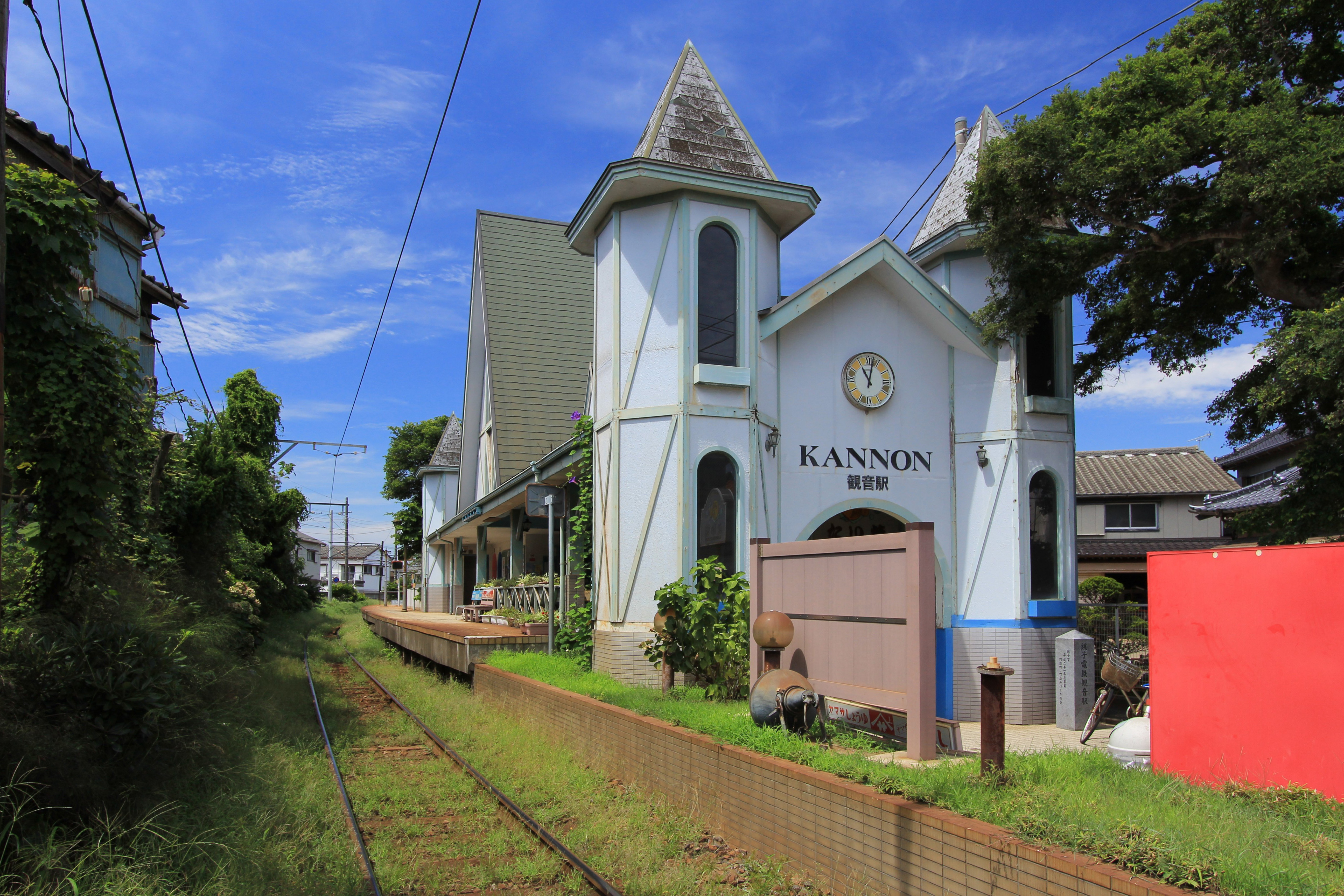
Estación de Kannon de la línea Chōshi Dentetsu
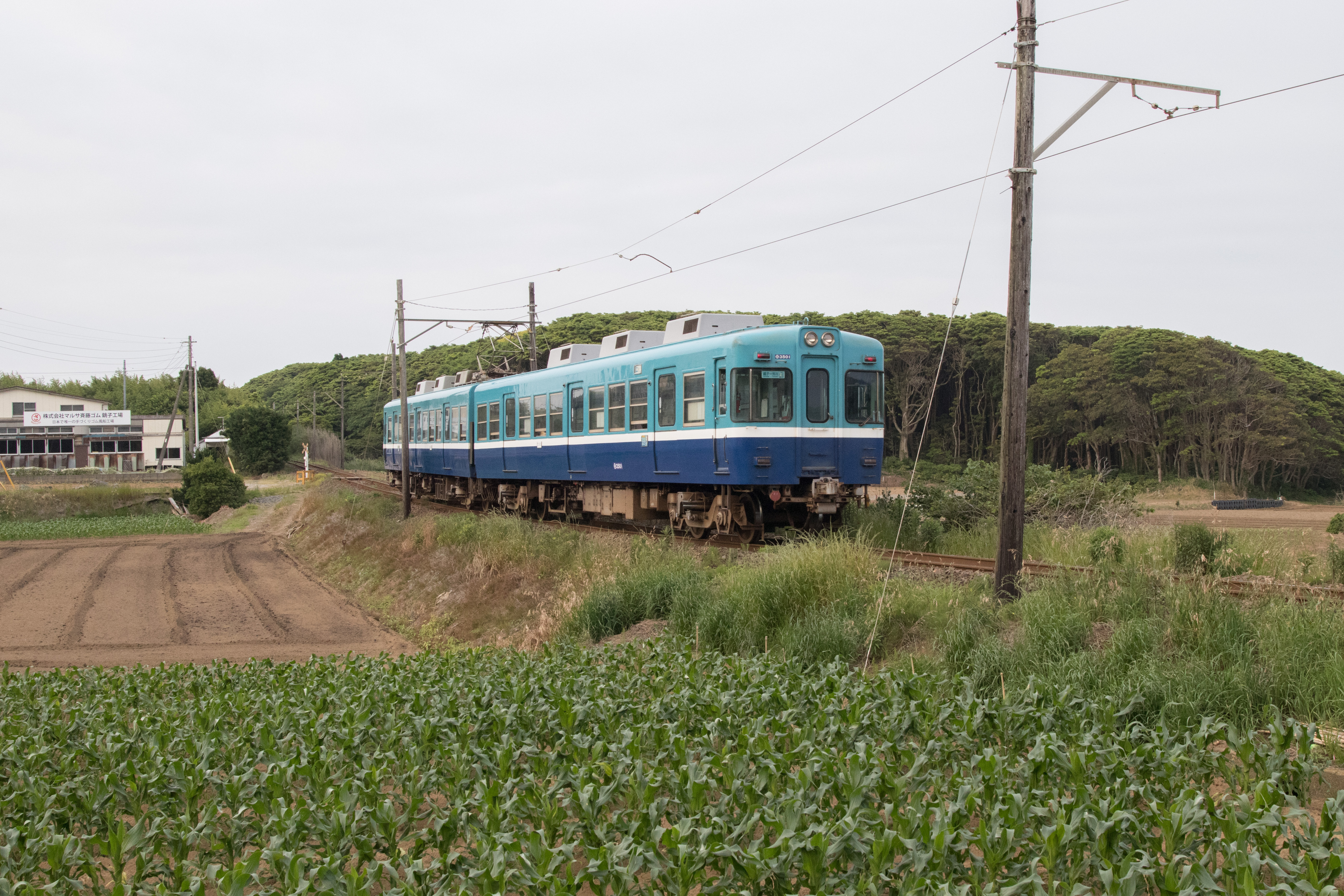
Tren de la línea Chōshi Dentetsu

## Localidades hermanadas
Chōshi mantiene una relación de hermanamiento con las siguientes localidades:
- Coos Bay, Estados Unidos (1982)
- Legazpi, Filipinas (1985)